# Copidosoma silvestrii
Copidosoma silvestrii is een vliesvleugelig insect uit de familie Encyrtidae. De wetenschappelijke naam is voor het eerst geldig gepubliceerd in 1953 door Costa Lima.